# Littérature de terroir française
On désigne par l'expression littérature de terroir une forme de littérature ancrée dans des traditions régionales. On parle aussi quelquefois de régionalisme (mais ce terme désigne aussi des courants régionaux dans les domaines politique et linguistique).
La littérature de terroir est la digne héritière des grandes traditions romanesques du XIXe siècle (George Sand).
Dans la littérature française, entrent dans cette catégorie les romans de Jean Giono, Jean-Michel Thibaux, Jean Siccardi (Provence), Georges-Emmanuel Clancier, Gilbert Bordes, Jean Alambre (Limousin), Édouard Brasey, Pierre-Jakez Hélias, Hervé Jaouen (Bretagne), Henri Vincenot (Bourgogne), Michel Dodane (Franche Comté), les  œuvres de Jean Anglade, Gérard Georges (Auvergne), Antonin Malroux, Sylvie Baron (Cantal), Annie Degroote (Flandres), Marie-Paul Armand (Nord), Jean-Paul Malaval, Daniel Crozes (Aveyron), Jean de la Varende (Normandie), Christian Signol (Lot), Élise Fischer (Lorraine), Françoise Bourdon (Ardennes), Claude Michelet, Michel Peyramaure, Denis Tillinac (Corrèze), Guillemette de la Borie (Dordogne), Hélène Legrais (Roussillon), Michel Ragon (Vendée), Armand Got (Périgord et Guyenne), Jean-Pierre Chabrol (Languedoc), Georges-Patrick Gleize (Midi Toulousain et Pyrénées), Olivier Deck (Pyrénées Atlantiques), Christian Laborie (Gard), Michel Jeury (Périgord et Cévennes). Loin d'être une littérature de style « meules de foin et vieux métiers », ces romans explorent bien souvent l'histoire par le romanesque et constituent pour certains de véritables reportages ethnographiques comme les récits particulièrement précis de Georges-Patrick Gleize ou Michel Peyramaure.
Parfois dénigrés par certains cénacles, ces romans connaissent aujourd'hui un succès commercial grandissant, puisque les tirages dépassent souvent les 100 000 exemplaires. Nombre d'entre eux ont aussi été adaptés en téléfilms : La Rivière Espérance, Des grives aux loups, L'Orange de Noël, L'Année du certif… Aussi, de nombreuses maisons d'édition parisiennes ont ajouté ce rayon à leur catalogue et s'y sont lancées, souvent pour publier du polar de terroir : Les Presses de la Cité, Robert Laffont, Albin Michel, Calmann-Levy, ou d'autres à assises plus régionaliste comme Les éditions du Rouergue, De Borée, Lucien Souny. Publiée en collection club par France Loisir, le succès du livre ou le Grand livre du mois, déclinée en version poche chez Pocket, LGF ou De Borée, cette littérature représente donc un enjeu économique essentiel dans le secteur en crise de l'édition. 
Parmi les noms d'éditeurs positionnés dans ce secteur, Jeannine Balland (1929-2020), éditrice spécialiste de ce genre, dirigeait depuis 1976 aux Presses de la Cité la collection « Terres de France ». Elle travaille depuis 2009 chez Calmann-Lévy, sur la collection « France de toujours et d'aujourd'hui » qui rassemble désormais dans le même esprit de nombreux auteurs comme Jean Anglade, Jean-Paul Malaval, Antonin Malroux, Hélène Legrais, Gérard Georges, Sylvie Baron et Joël Raguénès.

## Exemples de romans de la littérature de terroir française
- Jean Anglade, Les Délices d’Alexandrine, Presses de la Cité, 2009.
- Jean Anglade, Un cœur étranger, Presses de la Cité, 2008.
- Hervé Jaouen, Les Filles de Roz-Kelenn, Presses de la Cité, 2007.
- Hervé Jaouen, Ceux de Ker-Askol, Presses de la Cité, 2009.
- Hervé Jaouen, Les Sœurs Gwenan, Presses de la Cité, 2010.
- Hervé Jaouen, Ceux de Menglazeg, Presses de la Cité, 2011.
- Annie Degroote, Les Jardins du vent, Presses de la Cité, 2010.
- Jean-Paul Malaval, Le Notaire de Pradeloup, Presses de la Cité, 2009.
- Michel Dodane, Les Enfants de la Vouivre, Albin-Michel 2004.
- Michel Dodane, Retour à Champfontaine, Albin Michel 2013.
- Daniel Crozes, La Gantière, Éditions du Rouergue, 1997.
- Jean-Paul Malaval, L’Or des Borderies, Calmann-Lévy, 2010.
- Élise Fischer, Les Noces de Marie-Victoire, Calmann-Lévy, 2010.
- Claude Michelet, Des grives aux loups, Robert Laffont, 1979.
- Georges-Patrick Gleize, Rue des Hortensias Rouges, Albin Michel, 2011.
- Georges-Patrick Gleize, L’Auberge des Myrtilles, Albin Michel, 2010.
- Georges-Patrick Gleize, Le Temps en héritage, Albin Michel, 2002.
- Hélène Legrais, Les Enfants d’Élisabeth, Presses de la Cité, 2007.
- Hélène Legrais, Les Héros perdus de Gabrielle, Presses de la Cité, 2011.
- Antonin Malroux, Les Chemins de la communale, Albin Michel, 2007.
- Antonin Malroux, La Noisetière, Albin Michel, 2000.
- Gérard Georges, Les Amants de Chanvre, Presses de la cité, 2007.
- Jean-Michel Thibaux, Le Maître des bastides, Calmann-Levy, 2012.
- Édouard Brasey, Les Lavandières de Brocéliande, Calmann-Levy, 2012.
- Alfred Lenglet, L'Amour dans l'ombre, Lucien Souny, 2012.
- Georges-Patrick Gleize, Le Serment des oliviers, Calmann-Lévy, 2015.
- Sylvie Baron, Les Ruchers de la colère, Calmann-Lévy, 2015.
- Sylvie Baron, L'Auberge du pont de Tréboul, Calmann-Levy, 2016.
- Georges-Patrick Gleize, Le Vent de la jeunesse, Calmann-Lévy, 2016.